# Вулиця Українських Героїв (Прага)
Вулиця Українських Героїв (чеськ. Ulice Ukrainských hrdinů) — вулиця у Празі, в районі Прага 6. На цій вулиці розташовані Посольство російської федерації та Посольство Королівства Саудівська Аравія. Вулиця простягається від площі Бориса Нємцова до моста імені Віталія Скакуна.
Вулицю назвали на честь українських героїв, які беруть участь у російсько-українській війні. Раніше це була частина вулиці Коруновачної (чес. Korunovační), довжина якої зменшилася. Перейменування в цій частині вулиці було навмисним, саме через розміщення тут російського посольства. Неподалік нього є раніше безіменний міст через залізницю (на вулиці Коруновачній), названий на честь Віталія Скакуна, який 24 лютого 2022 року ціною власного життя підірвав автомобільний міст Генічеськ — Арабатська Стрілка, щоб перешкодити просуванню російських військ.
Урочисте перейменування відбулося 22 квітня 2022 року.